# Wolfgang Gerke
Wolfgang Gerke (* 3. Februar 1944 in Cuxhaven) ist ein emeritierter deutscher Hochschullehrer für Bank- und Börsenwesen und seit 2006 als Präsident des „Bayerischen Finanz Zentrums“ tätig. Gerke wird in Print-Medien, Hörfunk und Fernsehen häufig als Experte für Bank- und Börsenthemen herangezogen und ist dadurch einer breiteren Öffentlichkeit bekannt geworden.

## Ausbildung und Beruf
Gerke studierte in Saarbrücken. Er promovierte 1972 und habilitierte sich 1978 an der Universität Frankfurt. Anschließend hatte er Lehrstühle für Bankbetriebslehre und Finanzwirtschaft an der Universität Passau (1978 bis 1981), der Universität Mannheim (1981 bis 1992) und der Universität Erlangen-Nürnberg (1992–2006) inne. Daneben nahm er die Position eines Forschungsprofessors am Zentrum für Europäische Wirtschaftsforschung (ZEW) in Mannheim wahr und war Mitherausgeber der Zeitschrift Die Betriebswirtschaft (DBW).
Seit seiner Emeritierung im Jahr 2006 ist Wolfgang Gerke gemeinsam mit Elmar Helten als Präsident des „Bayerischen Finanz Zentrums“ tätig, das zum Ziel hat, Unternehmen aus dem Finanzsektor in Bayern mit der Wissenschaft zu vernetzen und damit zur Stärkung des Finanzplatzes Bayerns beizutragen. Neben dieser Aufgabe war Wolfgang Gerke bis 2007 Academic Director, wissenschaftlicher Leiter der Frankfurt School of Finance & Management und ist seit 2008 Honorarprofessor am Department „Finance, Accounting & Real Estate“ an der EBS Universität für Wirtschaft und Recht International University Schloss Reichartshausen in Oestrich-Winkel. Darüber hinaus ist Wolfgang Gerke Mitglied des Münchner Finance Forum e. V.
Seine häufigen Auftritte in Hörfunk und Fernsehen als Experte für Bank- und Börsenwesen haben ihm einen hohen Bekanntheitsgrad in der deutschsprachigen Bevölkerung verschafft. Kritik erntete er für sein Engagement bei der Firma Solar Millennium Invest (SMI), einer Tochtergesellschaft der börsennotierten Solar Millennium AG; über letztere wurde im Februar 2012 das Insolvenzverfahren eröffnet, zusätzlich begann die Bundesanstalt für Finanzdienstleistungsaufsicht mit Ermittlungen wegen Insiderhandel.

## Öffentliche Kritik
Durch sein Engagement bei Solar Millennium, einem Unternehmen, das auf die Projektierung und Realisierung solarthermischer Kraftwerke spezialisiert ist, ist Wolfgang Gerke zuletzt in die öffentliche Kritik geraten. Gerke trat im Jahr 2005 zum ersten Mal als Gastredner bei der Hauptversammlung des Unternehmens auf. Kurze Zeit später ging Solar Millennium an die Börse. Gerke lobte die Aussichten des Unternehmens und hob die Chancen des Börsengangs für die Solar Millennium AG und ihre Aktionäre hervor. In der zugehörigen Pressemitteilung im Vorfeld des Börsengangs wird Gerke mit den Worten zitiert: „Aktien der Solar Millennium AG würden sich prinzipiell aufgrund der internationalen Marktorientierung des Unternehmens auch für langfristige Engagements eignen, da der Markt solarthermischer Stromerzeugung nicht direkt abhängig von politischen Veränderungen auf deutscher Bundesebene sei.“ Bis heute hat die Aktie ausgehend vom ersten Kurs an der Börse München bei 10,00 Euro annähernd 99 Prozent ihres Wertes eingebüßt (Stand: März 2012). Im Dezember des Jahres 2011 meldete die Gesellschaft Insolvenz an. Gerke sieht sich nun mit dem Vorwurf konfrontiert, die Werbetrommel für das Unternehmen gerührt zu haben. Bei der Insolvenz des Konzerns haben rund 30.000 Anleger und Aktionäre mutmaßlich einen dreistelligen Millionenbetrag verloren.
Kritisch betrachtet wird auch ein Vorgang, der in Zusammenhang mit einem Termin im Jahr 2010 stehen soll. Im März 2010 wurde Gerke Teilhaber der Firma Solar Millennium Invest, die für die Muttergesellschaft Solar Millennium AG Unternehmensanleihen, Genussrechte und Fondsanteile an Anleger verkaufen sollte. Der renommierte Hochschullehrer kommentierte den Zweck der neuen Gesellschaft zum damaligen Zeitpunkt mit den Worten: „Für mich ist dies eine innovative und zukunftsträchtige Antwort auf die Finanzmarktkrise und Kreditklemme.“ Er hielt über eine Vorschaltgesellschaft 45 Prozent der Unternehmensanteile. Einem Bericht der Süddeutschen Zeitung vom 17. März 2012 zufolge soll Gerke das notwendige Kapital für diese Beteiligung nicht aus eigenen Mitteln aufgebracht haben. Vielmehr soll ihm von Solar Millennium ein Vorschuss auf Provisionen in Höhe von 500.000 Euro bewilligt worden sein. Zusätzlich soll Gerke 275.000 Euro als Darlehen erhalten haben. Im August 2011 schließlich verkaufte Gerke seine Beteiligung an die Solar Millennium AG. In Zusammenhang mit diesem Deinvestment soll Gerke im Rahmen eines Vergleichs eine Abfindung in Höhe von 400.000 Euro erhalten haben. Solar-Millennium-Insolvenzverwalter Volker Böhm möchte diesen Vorgang nun genau prüfen. Wolfgang Gerke ist nach wie vor Aufsichtsratsmitglied bei der Solar Millennium Invest AG.
In seiner Zeit als Mitglied des Aufsichtsrats der WGF AG hat Gerke deren Unternehmensstrategie und die zur Refinanzierung begebenen Anleihen durchweg positiv beschieden. Im Jahr 2012 meldete die WGF AG Insolvenz an.

## Reaktion auf Börseneinbruch Januar 2008
„Wir haben das Ende der Fahnenstange längst noch nicht erreicht. 2008 wird ein schlechtes Börsenjahr.“ „Man dachte, dass Deutschland ungeschoren davonkommt. Aber die Delle in der Konjunktur kommt“, so Gerke – auch wenn davon bisher in den realwirtschaftlichen Daten kaum etwas zu sehen sei.

## Werke (Auswahl)
- Börsenlexikon, Gabler, Wiesbaden 2002
- Strukturen und Regulierung von Investment- und Pensionsfonds in ausgewählten Ländern (Gutachten für die Enquete-Kommission „Globalisierung der Weltwirtschaft“ des Deutschen Bundestages), 2001
- Beschäftigungsperspektiven im Finanzsektor, 2001 (Co-Autor)
- Finanzierung – Grundlagen für die Investitions- und Finanzierungsentscheidungen in Unternehmen, 1998 (Co-Autor)
- Der falsch abdiskontierte Tote. Erzählungen. Mit ausgewählten Abb. von Alfred Kubin, Verlag Passavia, Passau, 1981.